# Cristo dei dolori
Il Cristo dei dolori, anche noto come Uomo dei dolori, è un dipinto raffigurante Gesù, realizzato tra il 1500 e il 1510 da Sandro Botticelli.

## Storia
La tavola può essere collocata in un periodo successivo al 1492, quando l'artista era fortemente influenzato da Girolamo Savonarola, frate domenicano, predicatore e protagonista nella parentesi politica della Repubblica di Firenze.
Il dipinto è stato conservato in collezioni private dal XIX secolo, quando apparteneva alla celebre cantante lirica Adelaide Kemble. Nel 1963, una discendente della Kemble, Pamela Stanley, vendette l'opera come prodotto della bottega del Botticelli, per £10.000.
Nel 2009 il Cristo dei dolori fu attribuito al Botticelli e nel 2010 esposto nell'ambito della mostra Botticelli: l'immagine, il mito, la devozione presso lo Städelsches Kunstinstitut di Francoforte sul Meno. Durante le analisi compiute da Sotheby's, fu rinvenuto un disegno preparatorio per una Madonna con bambino, proprio al di sotto della figura di Cristo: mentre Botticelli ruotava la tavola per concentrarsi sul nuovo lavoro, quello precedente veniva abbandonato e le sue tracce rimasero lì capovolte.
Il 27 gennaio 2022 il dipinto è stata venduto per $45,4 milioni da parte di Sotheby's a New York, all'incirca un anno dopo la vendita del Giovane uomo con in mano una medaglia, pagata $92,2 milioni, una cifra record per un'opera di Botticelli.

## Descrizione
L'opera rappresenta Cristo con la corona di spine posta sul capo, mentre le mani e i polsi sono legati. Dietro di lui, in alto, è posta una croce, simbolo della sua crocifissione ricorrente nei dipinti aventi lo stesso soggetto; intorno ad essa sono visibili degli angeli che tengono con sé gli strumenti della Passione (in latino noti come arma Christi),  da Gesù adoperati per compiere - secondo la visione cristiana -  il suo trionfo contro Satana, secondo quanto affermato dalle Scritture:
- la scala utilizzata per deporre il suo corpo dalla croce;
- la lancia sacra, scagliatagli sul petto da Longino;
- la colonna alla quale fu legato mentre veniva frustato;
- i chiodi che servirono per crocifiggerlo e le tenaglie che li tolsero successivamente;
- la spugna che i soldati romani gli offrirono imbevuta di aceto mentre era morente.[12][13]